# Syneches helvolus
Syneches helvolus är en tvåvingeart som beskrevs av Frey 1917. Syneches helvolus ingår i släktet Syneches och familjen puckeldansflugor.
Artens utbredningsområde är Sri Lanka. Inga underarter finns listade i Catalogue of Life.